# Athletic Club Sparta 1927-1928
Questa voce raccoglie le informazioni riguardanti lo Athletic Club Sparta nelle competizioni ufficiali della stagione 1927-1928.

## Stagione
Lo Slavia Praga chiude al terzo posto il campionato 1928 dietro a Viktoria Žižkov e Slavia Praga.
Nella Coppa Mitropa elimina l'Admira Vienna (8-6) e l'Hungária (2-2, ungheresi squalificati per aver schierato un calciatore che non avrebbe dovuto giocare) vincendo con un pesante 6-2 la finale d'andata contro il Rapid Vienna che non riesce a rimontare il passivo (2-1), consegnando ai cechi la prima storica Coppa Mitropa.
All'epoca, essendo l'unica competizione internazionale per club, era anche la più importante nel panorama europeo.

## Rosa
| N. |                           | Ruolo | Calciatore             |
| -- | ------------------------- | ----- | ---------------------- |
|    | Cecoslovacchia (bandiera) | P     | František Hochman      |
|    | Cecoslovacchia (bandiera) | D     | Jaroslav Burgr         |
|    | Cecoslovacchia (bandiera) | D     | Antonín Perner         |
|    | Cecoslovacchia (bandiera) | C     | František Kolenatý     |
|    | Cecoslovacchia (bandiera) | C     | Karel Pešek (capitano) |
|    | Cecoslovacchia (bandiera) | C     | Ferdinand Hajný        |
|    | Cecoslovacchia (bandiera) | C     | Antonín Carvan         |

| N. |                           | Ruolo | Calciatore   |
| -- | ------------------------- | ----- | ------------ |
|    | Austria (bandiera)        | A     | Adolf Patek  |
|    | Cecoslovacchia (bandiera) | A     | Josef Maloun |
|    | Cecoslovacchia (bandiera) | A     | Josef Šíma   |
|    | Rep. Ceca (bandiera)      | A     | Josef Myclík |
|    | Rep. Ceca (bandiera)      | A     | Josef Silný  |
|    | Rep. Ceca (bandiera)      | A     | Evžen Veselý |
|    | Austria (bandiera)        | A     | Josef Horejs |